# Match des étoiles de la Ligue majeure de baseball 2014
Le match des étoiles de la Ligue majeure de baseball 2014 (2014 Major League Baseball All-Star Game) est la 85e édition de cette opposition entre les meilleurs joueurs de la Ligue américaine et de la Ligue nationale, les deux composantes des Ligues majeures de baseball (MLB).
Le match est joué le mardi 15 juillet 2014 au Target Field de Minneapolis aux États-Unis. Il est remporté 5-3 par les étoiles de la Ligue américaine et le joueur du match est Mike Trout des Angels de Los Angeles. Un hommage est rendu à Derek Jeter, la vedette des Yankees de New York jouant, quelques mois avant sa retraite sportive, sa 14e et dernière partie d'étoiles. L'enjeu de la partie est l'avantage du terrain pour la Série mondiale qui sera disputée en octobre 2014.

## Déroulement du match
| Ligue nationale | 0 | 2 | 0 | 1 | 0 | 0 | 0 | 0 | 0 | 3 | 8 | 1 |
| Ligue américaine | 3 | 0 | 0 | 0 | 2 | 0 | 0 | 0 | X | 5 | 7 | 0 |
| Lanceurs partants : NL : Adam Wainwright AL : Félix Hernández Vic. : Max Scherzer Déf. : Pat Neshek Sauv. : Glen Perkins HRs: AL : Miguel Cabrera |   |   |   |   |   |   |   |   |   |   |   |   |

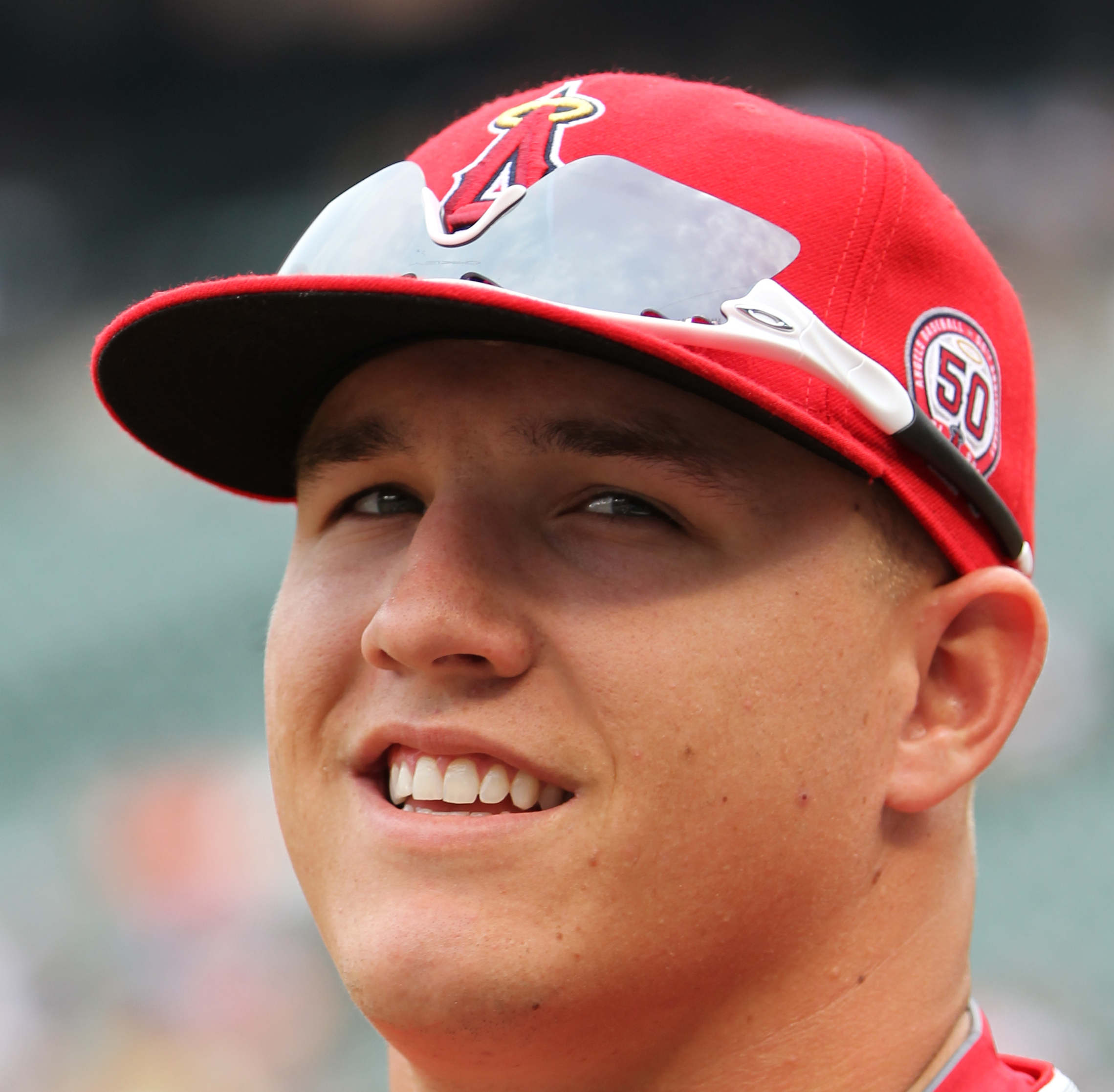
Mike Trout est le joueur du match.

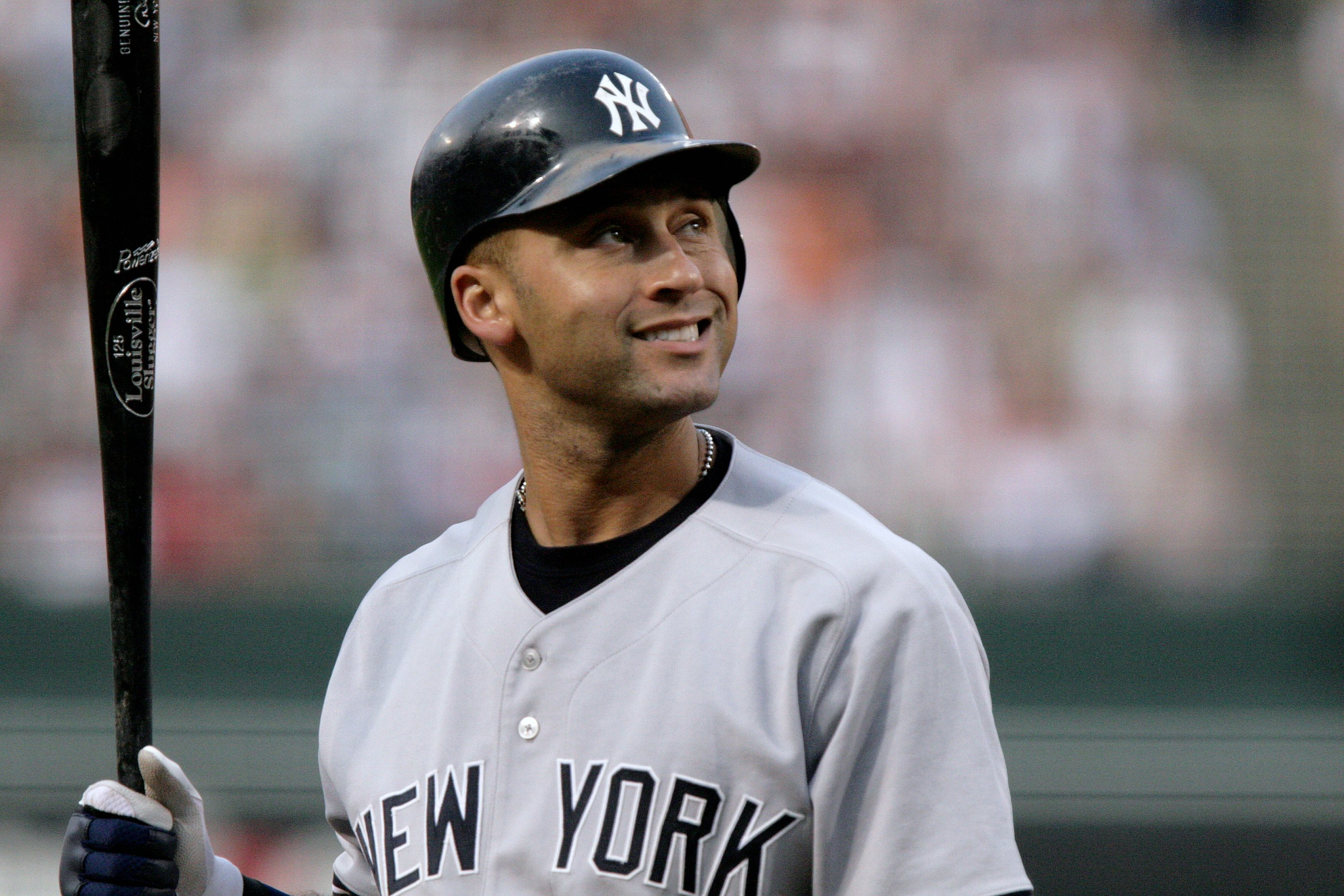
À quelques mois de la retraite, Derek Jeter joue son 14e et dernier match d'étoiles.

Félix Hernández des Mariners de Seattle et Adam Wainwright des Cardinals de Saint-Louis sont les lanceurs partants des équipes d'étoiles de la Ligue américaine et de la Ligue nationale, respectivement.
Derek Jeter, qui à quelques mois d'une retraite sportive déjà annoncée participe à sa 14e et dernière partie d'étoiles, est inséré au 1er rang de l'ordre des frappeurs de la Ligue américaine. En fin de première manche, il frappe un double aux dépens du lanceur Wainwright et marque sur le triple de Mike Trout. Un retrait plus tard, un coup de circuit de Miguel Cabrera porte à 3-0 l'avance de la Ligue américaine. Les étoiles de la Ligue nationale reviennent de l'arrière pour égaler la marque. Contre Jon Lester en 2e manche, ils marquent leurs deux premiers points sur 3 coups sûrs consécutifs : un simple d'Aramis Ramírez puis des doubles, bon pour un point produit chacun, de Chase Utley et Jonathan Lucroy. En 4e, Utley est atteint par un lancer de Chris Sale, est remplacé par le coureur suppléant Dee Gordon, qui marque sur le second double du match de Lucroy. Les étoiles de l'Américaine brisent l'égalité et prennent les devants 5-3, le score par lequel ils l'emportent, en 5e manche, grâce à un double de Mike Trout qui pousse Derek Norris au marbre et un ballon sacrifice de José Altuve qui fait marquer Alexei Ramírez. Les deux points sont inscrits aux dépens du lanceur perdant Pat Neshek, un autre joueur des Cardinals de Saint-Louis, dont les lanceurs ont été victimes des 5 points de la Ligue américaine. Max Scherzer des Tigers de Détroit est déclaré lanceur gagnant et Glen Perkins, un lanceur de relève des Twins du Minnesota originaire du Minnesota, vient lancer la dernière manche à Minneapolis pour protéger la victoire.
Avec ses deux coups sûrs, un triple et un double, en 3 présences au bâton, un point marqué et deux points produits, Mike Trout des Angels de Los Angeles est voté joueur du match. À 22 ans et 310 jours, Trout est le second plus jeune joueur nommé meilleur du match d'étoiles après Ken Griffey Jr., aussi âgé de 22 ans mais plus jeune de quelques semaines au moment de recevoir le même honneur en 1992,.
Derek Jeter reçoit des 41 048 spectateurs présents ainsi que des joueurs sur le terrain, qui retirent applaudissent également, une ovation de plus d'une minute lors de son passage au bâton en première manche. Il réussit un simple à son 2e passage à la 3e manche. En 4e reprise, il est sur le terrain à son poste à l'arrêt-court mais est remplacé par le substitut Alexei Ramírez, donnant l'occasion à la foule de le saluer à nouveau.

### Contexte

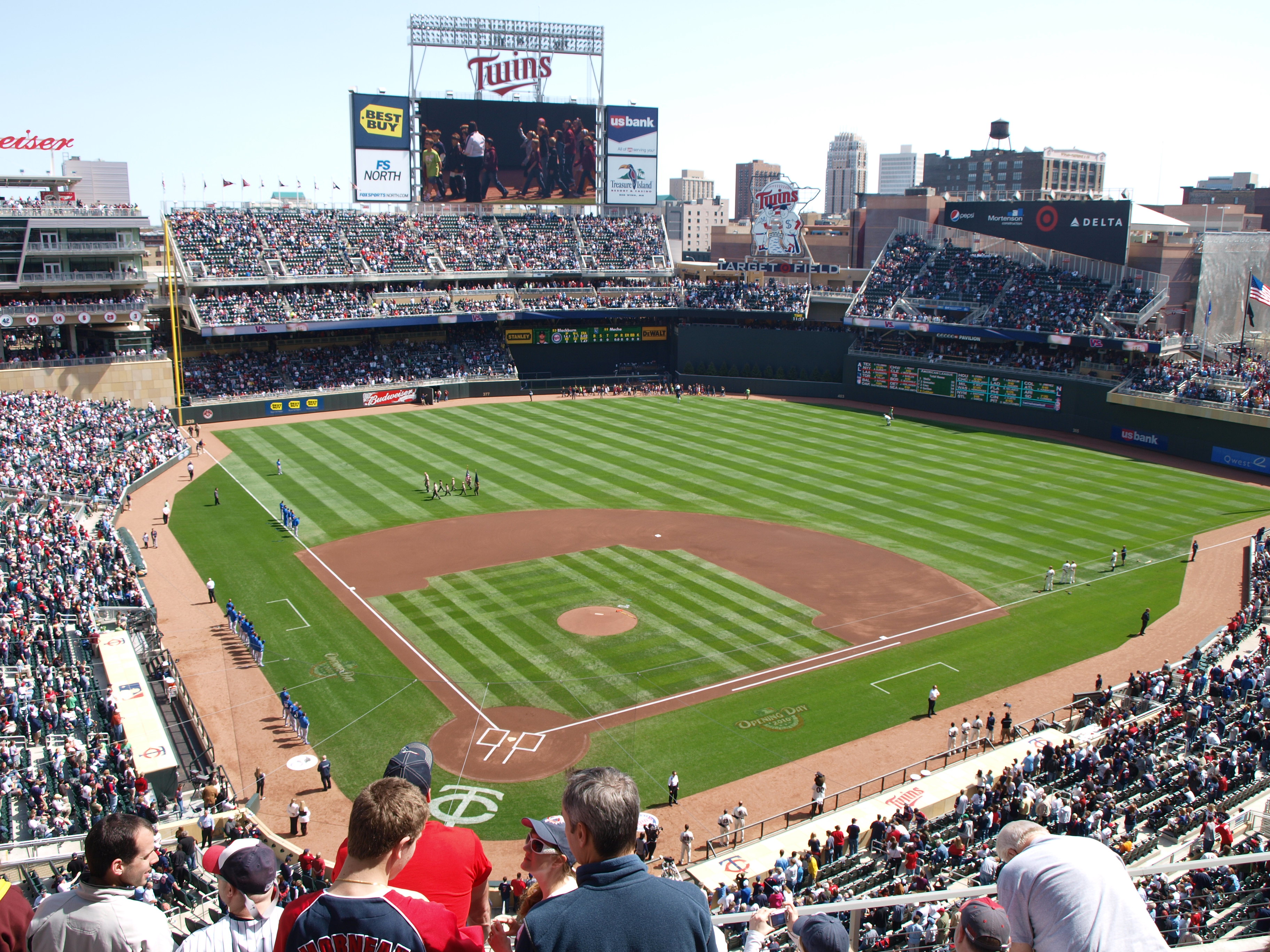
Le Target Field de Minneapolis en 2010.

Le Target Field de Minneapolis est le site du match d'étoiles 2014, tel qu'annoncé par le baseball majeur le 29 août 2012. C'est la 3e fois que le match des étoiles est joué sur le terrain des Twins du Minnesota, après la partie d'étoiles de 1965 au Metropolitan Stadium et celle de 1985 disputée au Metrodome. La classique de mi-saison est habituellement présentée en alternance dans un stade de la Ligue américaine, puis de la Ligue nationale.
La ville de Chicago était en lice pour le match d'étoiles de 2014, espérant une exception à la règle pour présenter le match lors du 100e anniversaire du Wrigley Field, domicile des Cubs de Chicago de la Ligue nationale. Les Cubs n'ont pas cette chance, même si un précédent avait été créé en 2008 pour jouer une dernière fois le match au légendaire Yankee Stadium avant sa démolition.
Les arbitres en fonction pour le match sont Gary Cederstrom derrière le marbre, Jeff Nelson (premier but), Bob Davidson (deuxième but), Scott Barry (troisième but), Todd Tichenor (champ gauche) et Vic Carapazza (champ droit).

## Effectifs

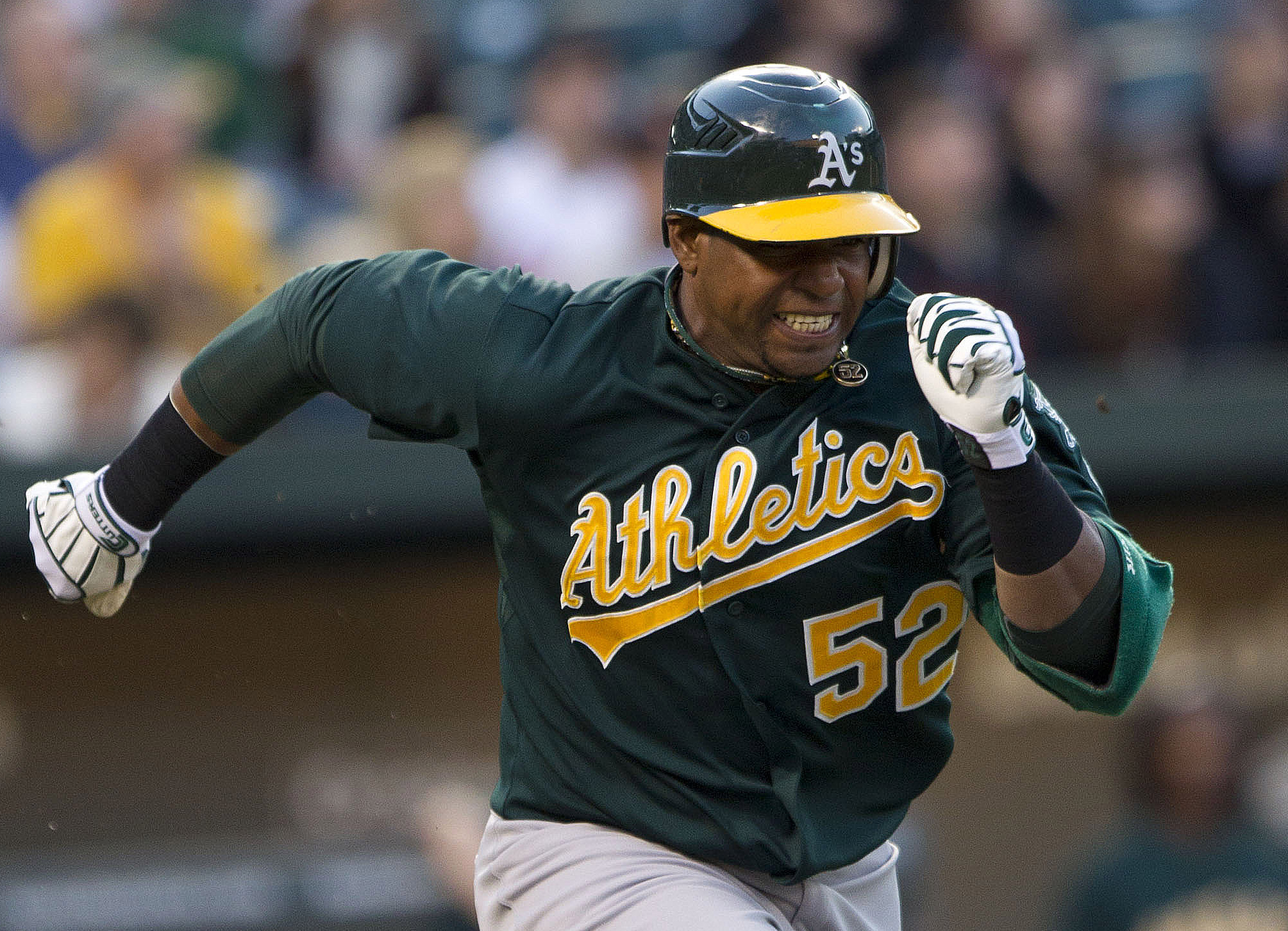
Yoenis Céspedes, l'un des 6 représentants des A's d'Oakland au match des étoiles, remporte pour la 2e fois de suite le concours de circuits tenu la veille du match.

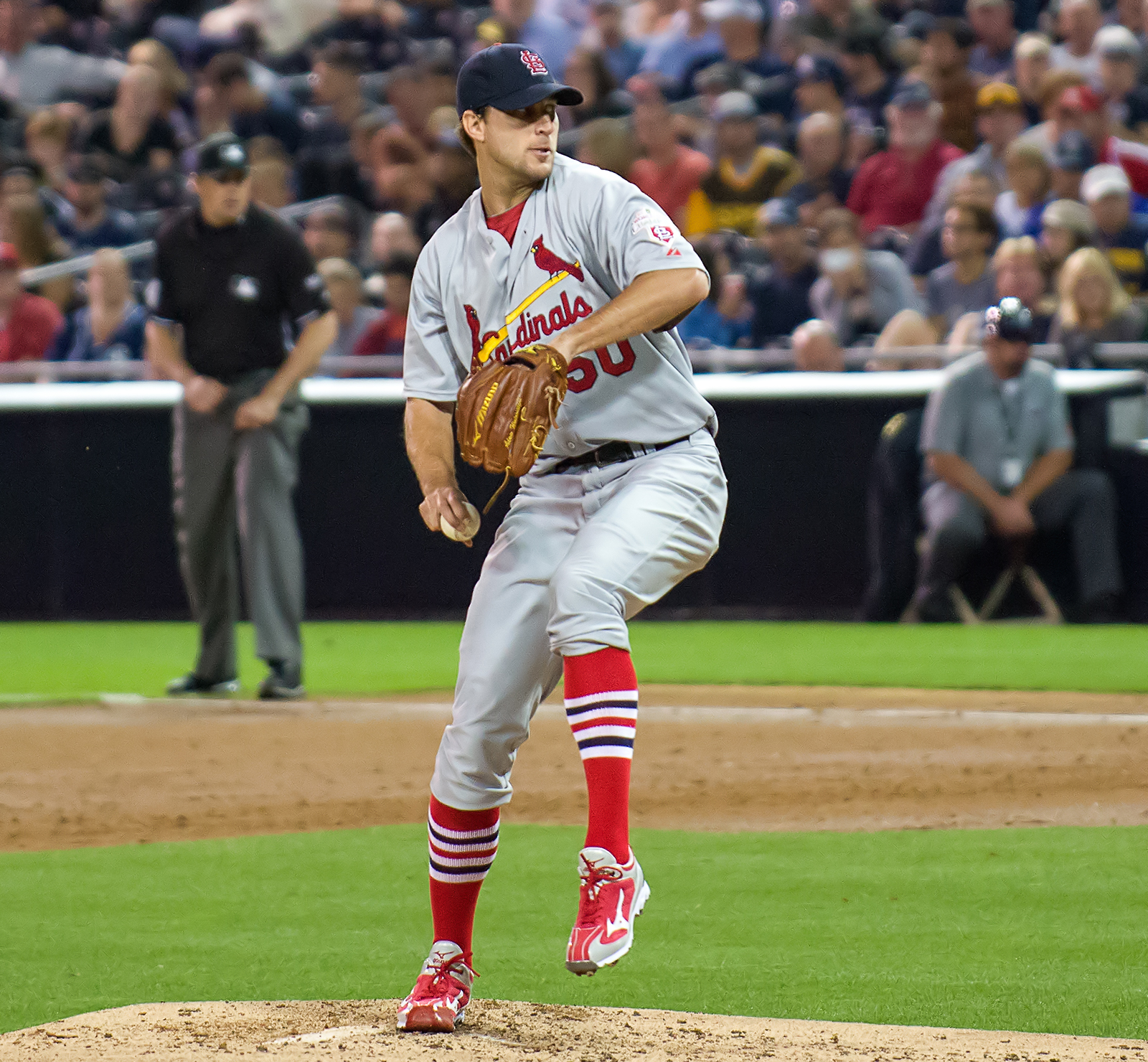
Adam Wainwright, des Cardinals de Saint-Louis.

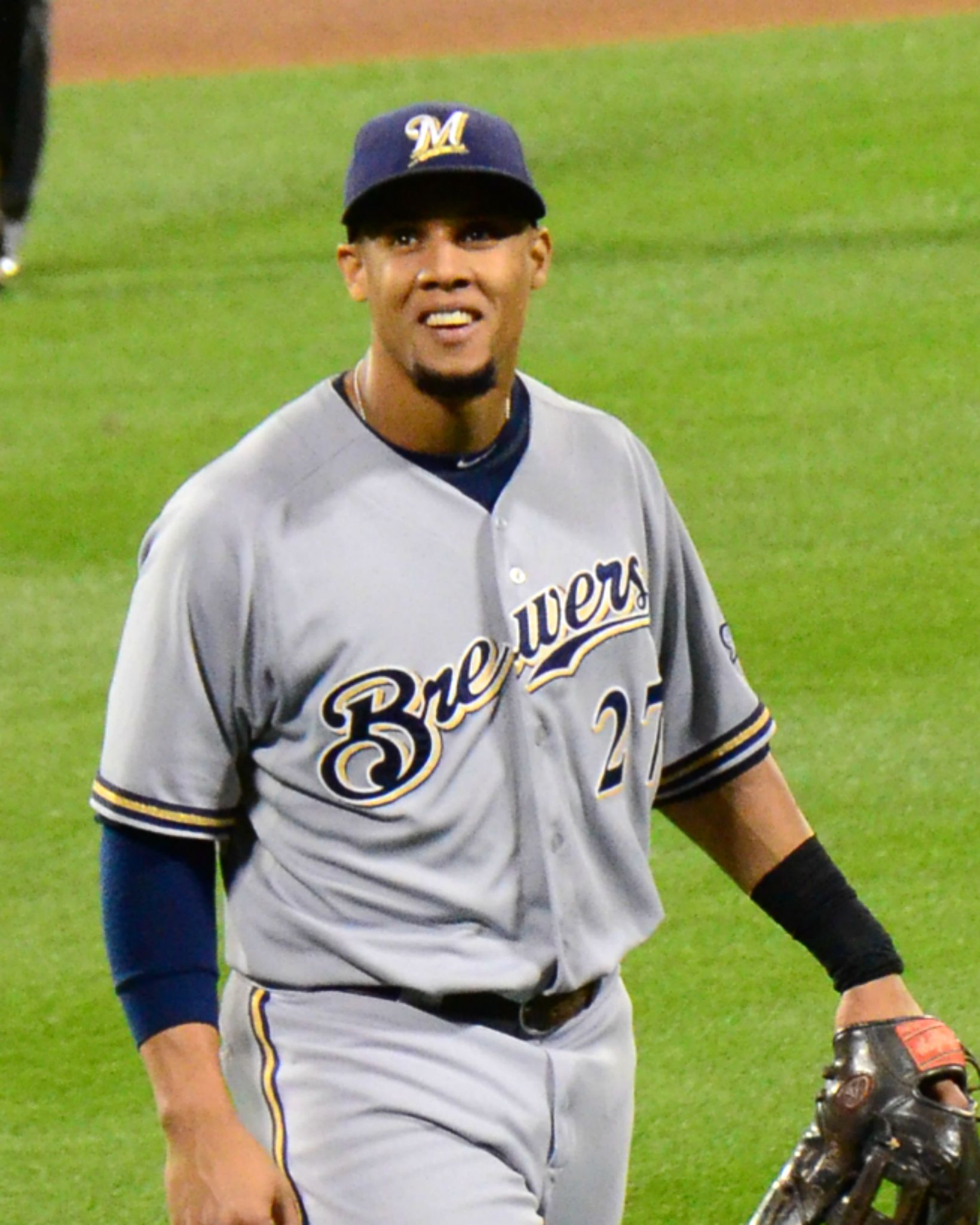
Les Brewers de Milwaukee mènent le Ligue nationale avec 4 représentants, dont Carlos Gómez.

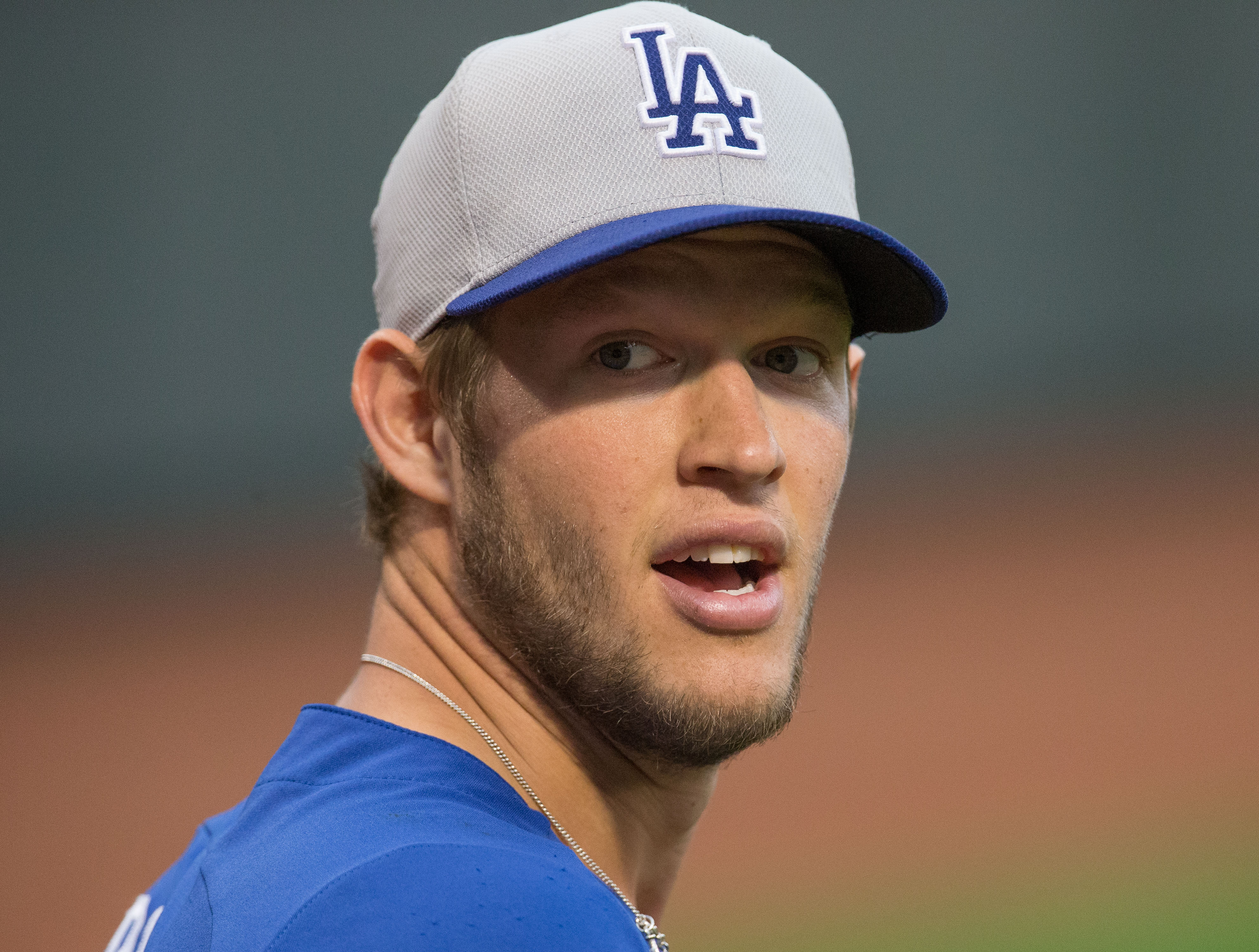
Clayton Kershaw, des Dodgers de Los Angeles.

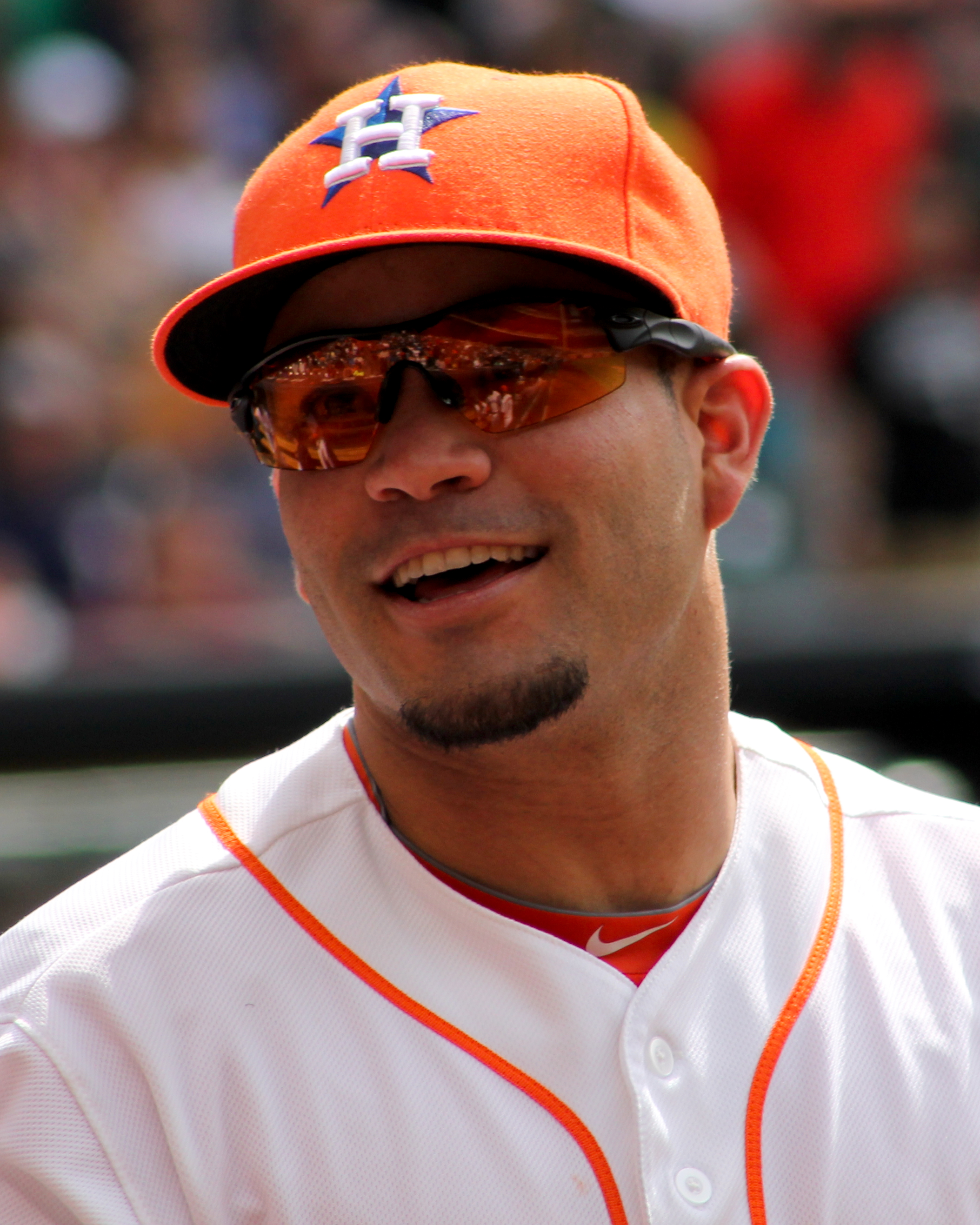
Deuxième sélection en deux ans pour José Altuve, des Astros de Houston.

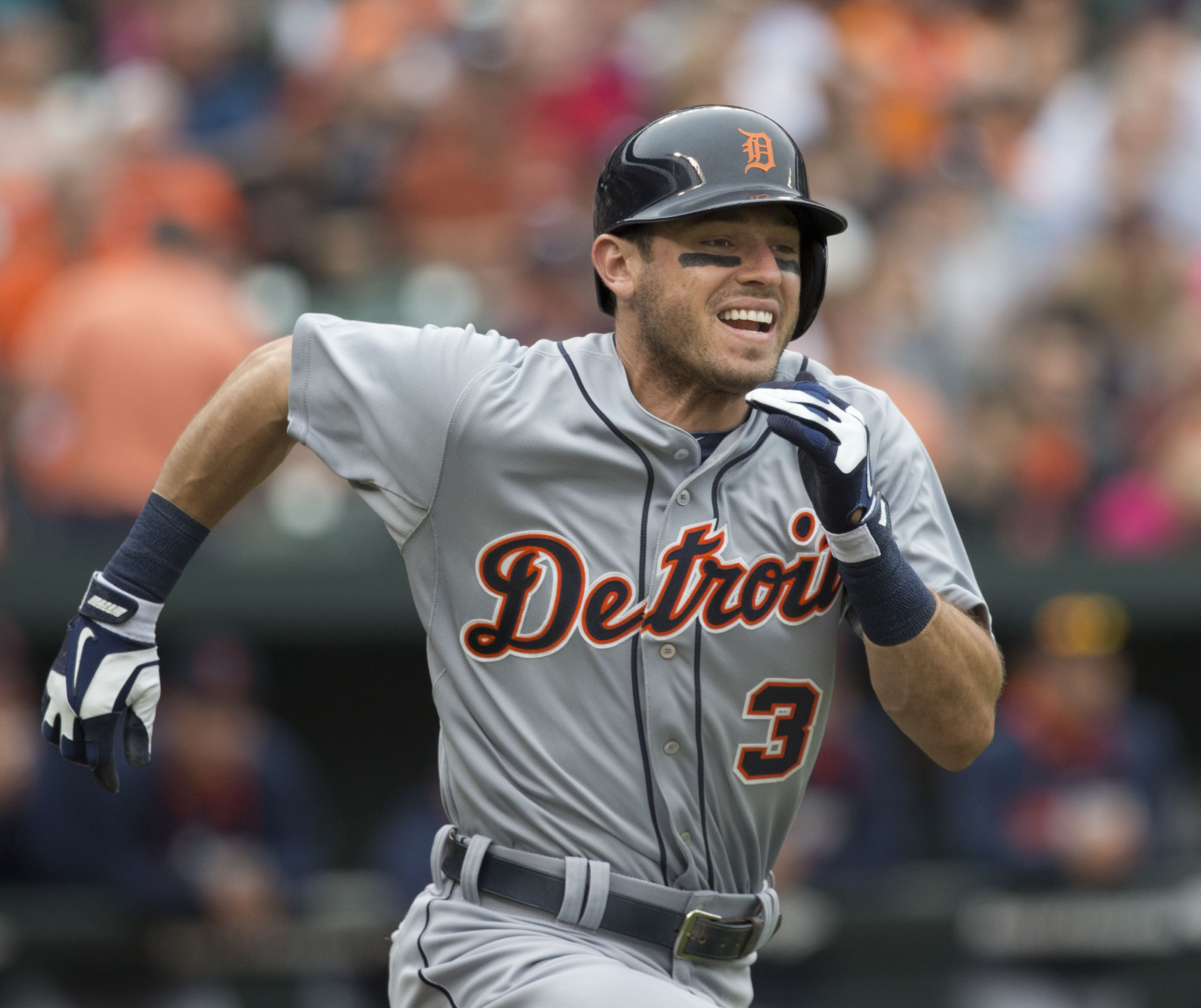
Ian Kinsler participe à son 4e match d'étoiles, son premier comme représentant des Tigers de Détroit.

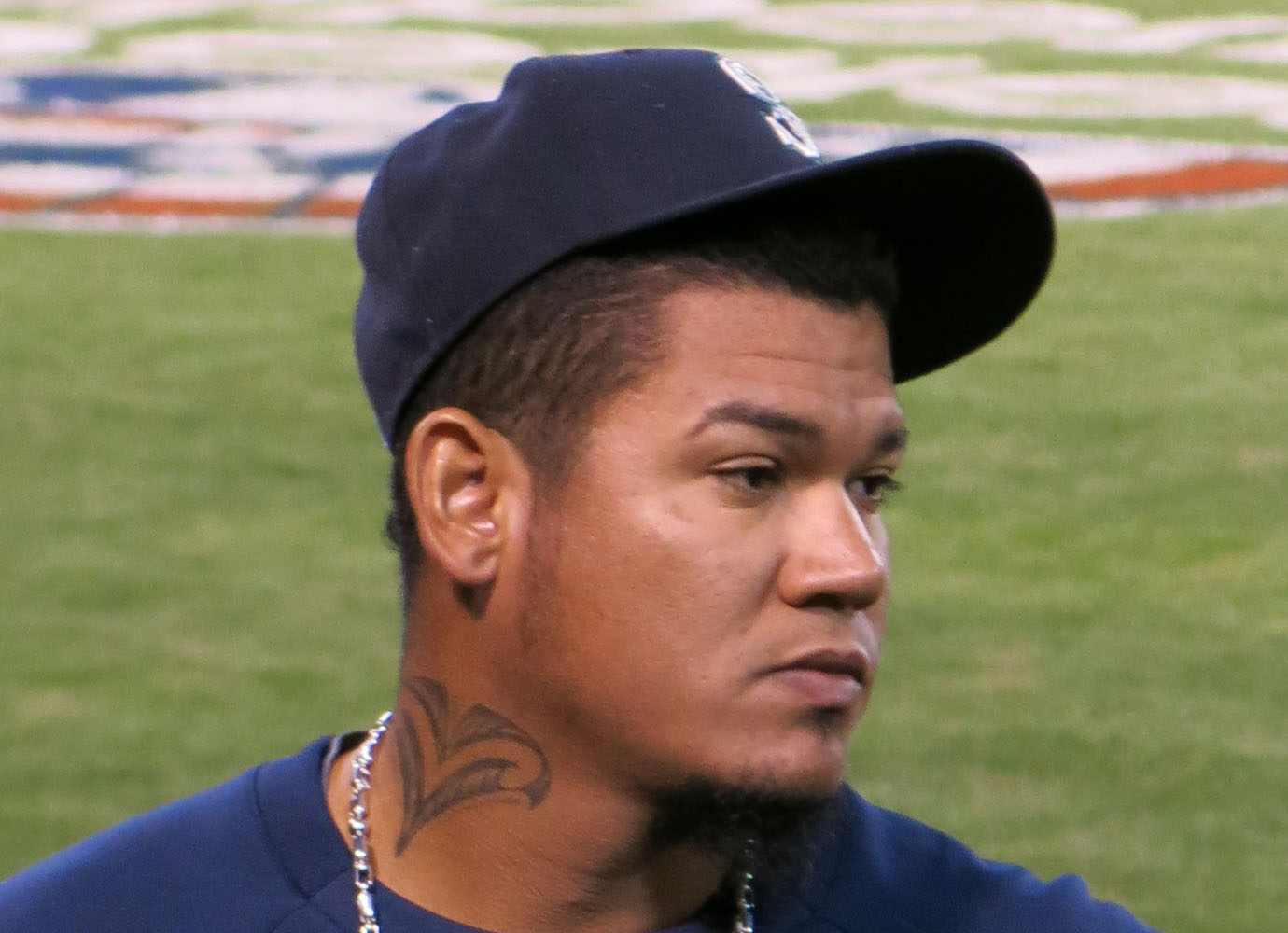
Félix Hernández est le lanceur partant de l'équipe d'étoiles de la Ligue américaine.

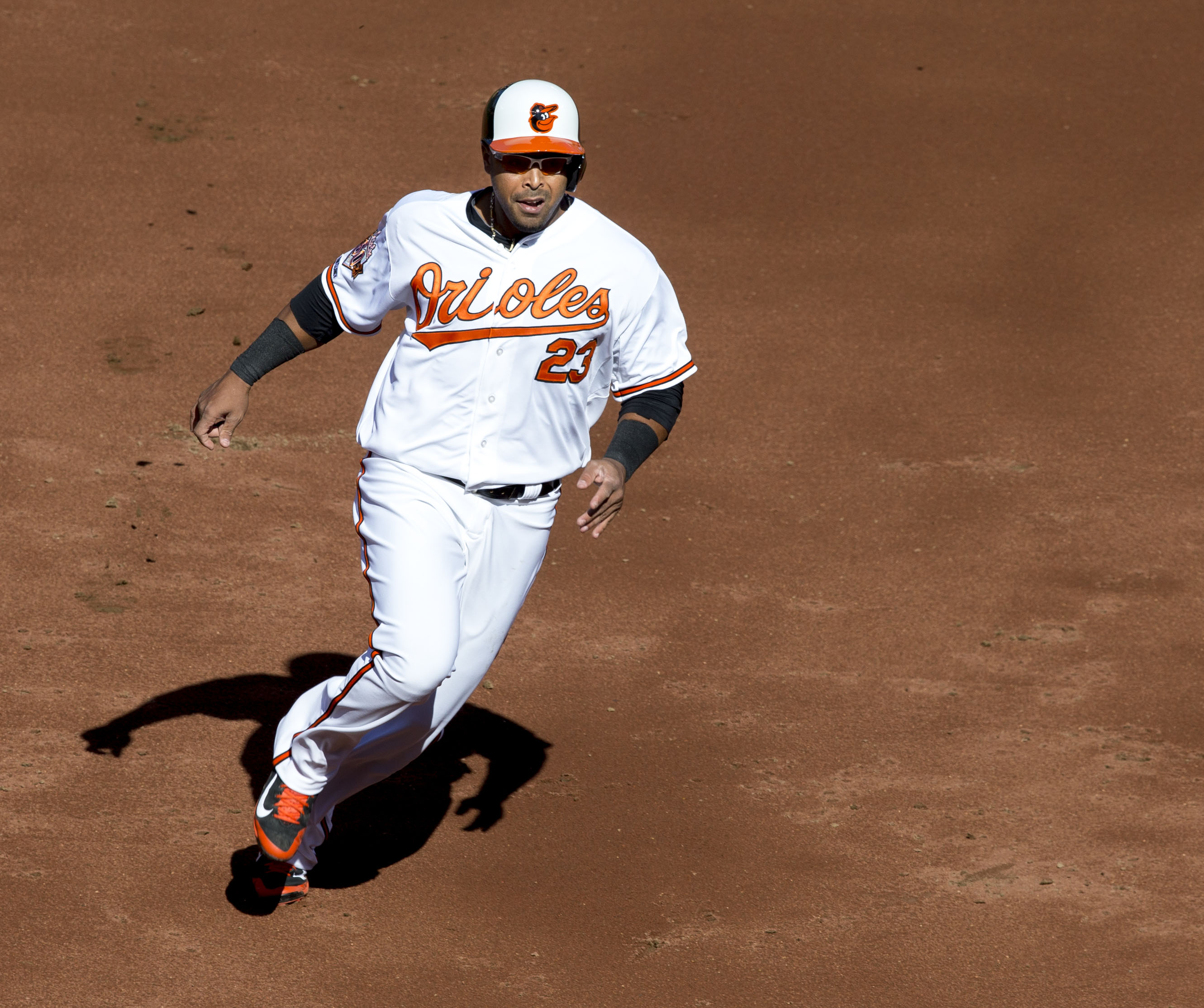
Nelson Cruz, un des 3 joueurs des Orioles de Baltimore votés sur l'équipe partante de la Ligue américaine.

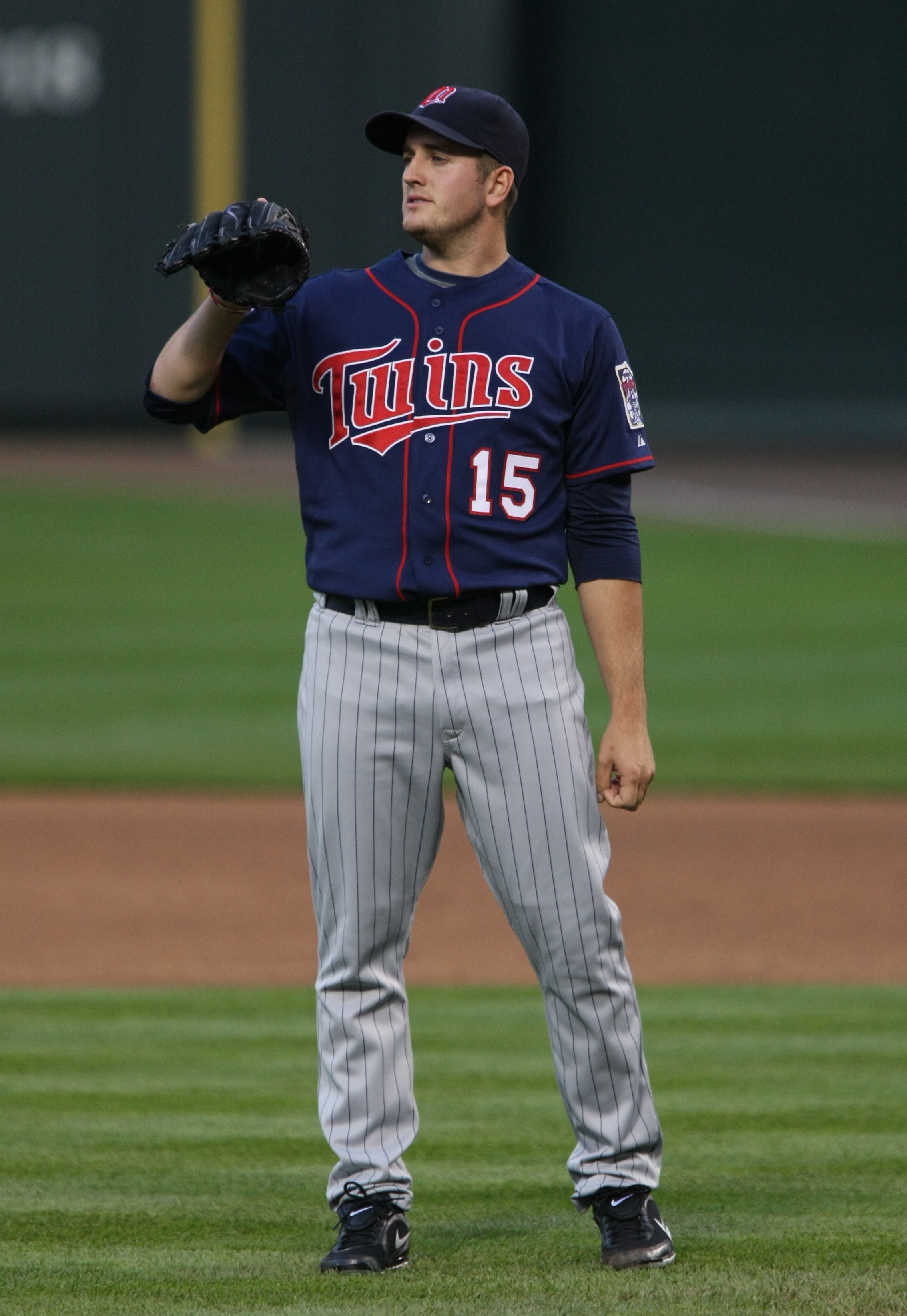
Glen Perkins, des Twins, représente l'équipe locale dans son État natal du Minnesota et réalise le sauvetage.

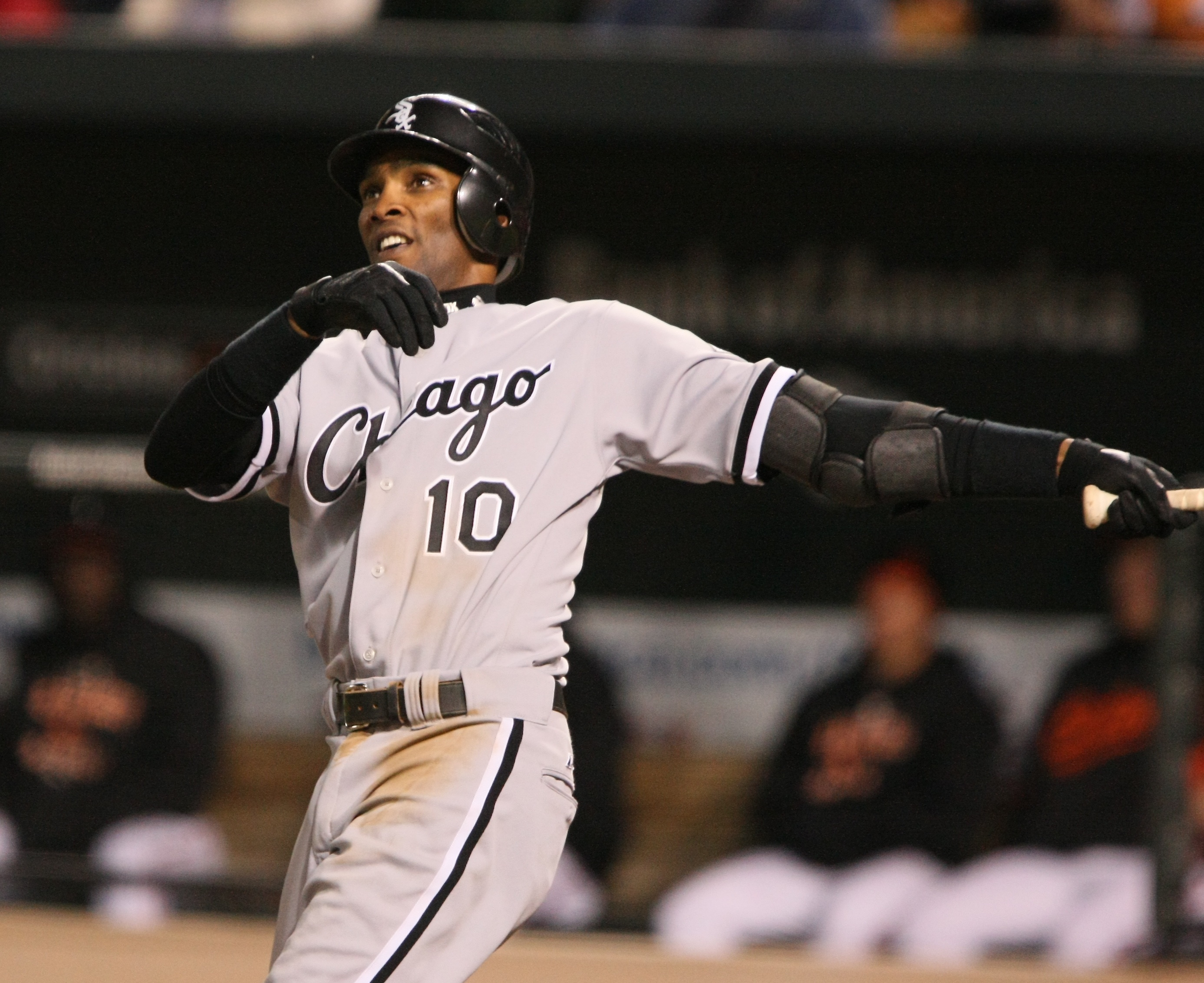
Alexei Ramírez remplace Derek Jeter en 4e manche du match.

### Ligue nationale
- Manager : Mike Matheny des Cardinals de Saint-Louis, champions de la Ligue nationale en 2013.
- Adjoints : Fredi González des Braves d'Atlanta et Clint Hurdle des Pirates de Pittsburgh[11].
- Instructeurs : Mike Aldrete (instructeur de banc), Derek Liliquist (instructeur des lanceurs), John Mabry (des frappeurs), Blaise Ilsley et Jamie Pogue (des releveurs), Chris Maloney (premier but), José Oquendo (troisième but), tous des Cardinals de Saint-Louis; les préparateurs physiques Greg Hauck des Cardinals et Ben Potenziano des Pirates de Pittsburgh[11].

| Alignement partant | Alignement partant | Alignement partant        | Alignement partant |
| Position           | Joueur             | Équipe                    | Sélections         |
| ------------------ | ------------------ | ------------------------- | ------------------ |
| Receveur           | Yadier Molina*     | Cardinals de Saint-Louis  | 6                  |
| Premier but        | Paul Goldschmidt   | Diamondbacks de l'Arizona | 2                  |
| Deuxième but       | Chase Utley        | Phillies de Philadelphie  | 6                  |
| Troisième but      | Aramis Ramírez     | Brewers de Milwaukee      | 3                  |
| Arrêt court        | Troy Tulowitzki    | Rockies du Colorado       | 4                  |
| Champ extérieur    | Andrew McCutchen   | Pirates de Pittsburgh     | 4                  |
| Champ extérieur    | Carlos Gómez       | Brewers de Milwaukee      | 2                  |
| Champ extérieur    | Yasiel Puig        | Dodgers de Los Angeles    | 1                  |

- Yadier Molina, blessé, est remplacé par Miguel Montero dans l'équipe d'étoiles et par Jonathan Lucroy dans la formation partante[12].

| Réserves        | Réserves          | Réserves                  | Réserves   |
| Position        | Joueur            | Équipe                    | Sélections |
| --------------- | ----------------- | ------------------------- | ---------- |
| Receveur        | Jonathan Lucroy*  | Brewers de Milwaukee      | 1          |
| Receveur        | Devin Mesoraco    | Reds de Cincinnati        | 1          |
| Receveur        | Miguel Montero*   | Diamondbacks de l'Arizona | 2          |
| Premier but     | Freddie Freeman   | Braves d'Atlanta          | 2          |
| Premier but     | Anthony Rizzo     | Cubs de Chicago           | 1          |
| Deuxième but    | Dee Gordon        | Dodgers de Los Angeles    | 1          |
| Deuxième but    | Daniel Murphy     | Mets de New York          | 1          |
| Troisième but   | Matt Carpenter    | Cardinals de Saint-Louis  | 2          |
| Troisième but   | Todd Frazier      | Reds de Cincinnati        | 1          |
| Arrêt-court     | Starlin Castro    | Cubs de Chicago           | 3          |
| Champ extérieur | Charlie Blackmon  | Rockies du Colorado       | 1          |
| Champ extérieur | Josh Harrison     | Pirates de Pittsburgh     | 1          |
| Champ extérieur | Hunter Pence      | Giants de San Francisco   | 3          |
| Champ extérieur | Giancarlo Stanton | Marlins de Miami          | 2          |

- Yadier Molina, blessé, est remplacé par Miguel Montero dans l'équipe d'étoiles et par Jonathan Lucroy dans la formation partante[12].

| Lanceurs            | Lanceurs                 | Lanceurs   | Lanceurs |
| Joueur              | Équipe                   | Sélections |          |
| ------------------- | ------------------------ | ---------- | -------- |
| Henderson Álvarez*  | Marlins de Miami         | 1          |          |
| Madison Bumgarner*  | Giants de San Francisco  | 2          |          |
| Aroldis Chapman     | Reds de Cincinnati       | 3          |          |
| Tyler Clippard*     | Nationals de Washington  | 2          |          |
| Johnny Cueto*       | Reds de Cincinnati       | 1          |          |
| Zack Greinke        | Dodgers de Los Angeles   | 2          |          |
| Tim Hudson*         | Giants de San Francisco  | 4          |          |
| Clayton Kershaw     | Dodgers de Los Angeles   | 4          |          |
| Craig Kimbrel       | Braves d'Atlanta         | 4          |          |
| Pat Neshek          | Cardinals de Saint-Louis | 1          |          |
| Francisco Rodríguez | Brewers de Milwaukee     | 5          |          |
| Tyson Ross*         | Padres de San Diego      | 2          |          |
| Jeff Samardzija*    | Cubs de Chicago          | 1          |          |
| Alfredo Simón*      | Reds de Cincinnati       | 1          |          |
| Huston Street*      | Padres de San Diego      | 3          |          |
| Julio Teheran       | Braves d'Atlanta         | 1          |          |
| Adam Wainwright     | Cardinals de Saint-Louis | 3          |          |
| Tony Watson         | Pirates de Pittsburgh    | 1          |          |
| Jordan Zimmermann*  | Nationals de Washington  | 2          |          |

- Henderson Álvarez remplace Jordan Zimmermann, blessé[13].
- Tyler Clippard remplace Julio Teheran, non disponible pour le match[14],[15].
- Tim Hudson remplace Madison Bumgarner, non disponible pour le match[16].
- Huston Street remplace Tyson Ross, non disponible pour le match[17].
- Jeff Samardzija est choisi comme l'un des représentants des Cubs de Chicago de la Ligue nationale mais est échangé aux A's d'Oakland de la Ligue américaine la veille du dévoilement des résultats. Par conséquent, il est considéré joueur étoile mais ne peut jouer[18].
- Alfredo Simón remplace Johnny Cueto, non disponible pour le match[19].

### Ligue américaine
- Manager : John Farrell des Red Sox de Boston, champions du monde en 2013.
- Adjoints : Terry Francona des Indians de Cleveland et Ron Gardenhire des Twins du Minnesota[20].
- Instructeurs : Torey Lovullo (instructeur de banc), Juan Nieves (instructeur des lanceurs), Greg Colbrunn et Victor Rodriguez (des frappeurs), Dana LeVangie (des releveurs), Arnie Beyeler (premier but), Brian Butterfield (troisième but), tous des Red Sox de Boston; les préparateurs physiques Dave Pruemer des Twins du Minnesota et Kevin Harmon des Rangers du Texas[11].

| Alignement partant | Alignement partant | Alignement partant    | Alignement partant |
| Position           | Joueur             | Équipe                | Sélections         |
| ------------------ | ------------------ | --------------------- | ------------------ |
| Receveur           | Matt Wieters*      | Orioles de Baltimore  | 3                  |
| Premier but        | Miguel Cabrera     | Tigers de Détroit     | 9                  |
| Deuxième but       | Robinson Canó      | Mariners de Seattle   | 6                  |
| Troisième but      | Josh Donaldson     | Athletics d'Oakland   | 1                  |
| Arrêt court        | Derek Jeter        | Yankees de New York   | 14                 |
| Champ extérieur    | José Bautista      | Blue Jays de Toronto  | 5                  |
| Champ extérieur    | Mike Trout         | Angels de Los Angeles | 3                  |
| Champ extérieur    | Adam Jones         | Orioles de Baltimore  | 4                  |
| Frappeur désigné   | Nelson Cruz        | Orioles de Baltimore  | 3                  |

- Matt Wieters, blessé, est remplacé comme receveur de la formation partante par Salvador Pérez.

| Réserves         | Réserves           | Réserves              | Réserves   |
| Position         | Joueur             | Équipe                | Sélections |
| ---------------- | ------------------ | --------------------- | ---------- |
| Receveur         | Derek Norris       | Athletics d'Oakland   | 1          |
| Receveur         | Salvador Pérez*    | Royals de Kansas City | 2          |
| Receveur         | Kurt Suzuki        | Twins du Minnesota    | 1          |
| Premier but      | José Abreu         | White Sox de Chicago  | 1          |
| Premier but      | Brandon Moss       | Athletics d'Oakland   | 1          |
| Deuxième but     | José Altuve        | Astros de Houston     | 2          |
| Deuxième but     | Ian Kinsler*       | Tigers de Détroit     | 4          |
| Troisième but    | Adrián Beltré      | Rangers du Texas      | 4          |
| Troisième but    | Kyle Seager*       | Mariners de Seattle   | 1          |
| Arrêt-court      | Erick Aybar*       | Angels de Los Angeles | 1          |
| Arrêt-court      | Alexei Ramírez     | White Sox de Chicago  | 1          |
| Champ extérieur  | Michael Brantley   | Indians de Cleveland  | 1          |
| Champ extérieur  | Yoenis Céspedes    | Athletics d'Oakland   | 1          |
| Champ extérieur  | Alex Gordon*       | Royals de Kansas City | 2          |
| Frappeur désigné | Edwin Encarnación* | Blue Jays de Toronto  | 2          |
| Frappeur désigné | Víctor Martínez*   | Tigers de Détroit     | 5          |

- Salvador Pérez, invité comme réserviste, remplace Matt Wieters, blessé, comme receveur de la formation partante.
- Ian Kinsler remplace Víctor Martínez, blessé[21].
- Kyle Seager remplace Edwin Encarnación, blessé[22].
- Erick Aybar remplace Alex Gordon, blessé[23].

| Lanceurs         | Lanceurs              | Lanceurs   | Lanceurs |
| Joueur           | Équipe                | Sélections |          |
| ---------------- | --------------------- | ---------- | -------- |
| Dellin Betances  | Yankees de New York   | 1          |          |
| Mark Buehrle     | Blue Jays de Toronto  | 5          |          |
| Yu Darvish       | Rangers du Texas      | 3          |          |
| Sean Doolittle   | Athletics d'Oakland   | 1          |          |
| Félix Hernández  | Mariners de Seattle   | 5          |          |
| Greg Holland     | Royals de Kansas City | 2          |          |
| Scott Kazmir     | Athletics d'Oakland   | 3          |          |
| Jon Lester       | Red Sox de Boston     | 3          |          |
| Glen Perkins     | Twins du Minnesota    | 2          |          |
| David Price*     | Rays de Tampa Bay     | 4          |          |
| Fernando Rodney* | Mariners de Seattle   | 2          |          |
| Chris Sale       | White Sox de Chicago  | 3          |          |
| Max Scherzer     | Tigers de Détroit     | 2          |          |
| Masahiro Tanaka* | Yankees de New York   | 1          |          |
| Koji Uehara*     | Red Sox de Boston     | 1          |          |

- Fernando Rodney remplace David Price, blessé[24].
- Koji Uehara remplace Masahiro Tanaka, blessé[25].

### Vote populaire et alignements partants

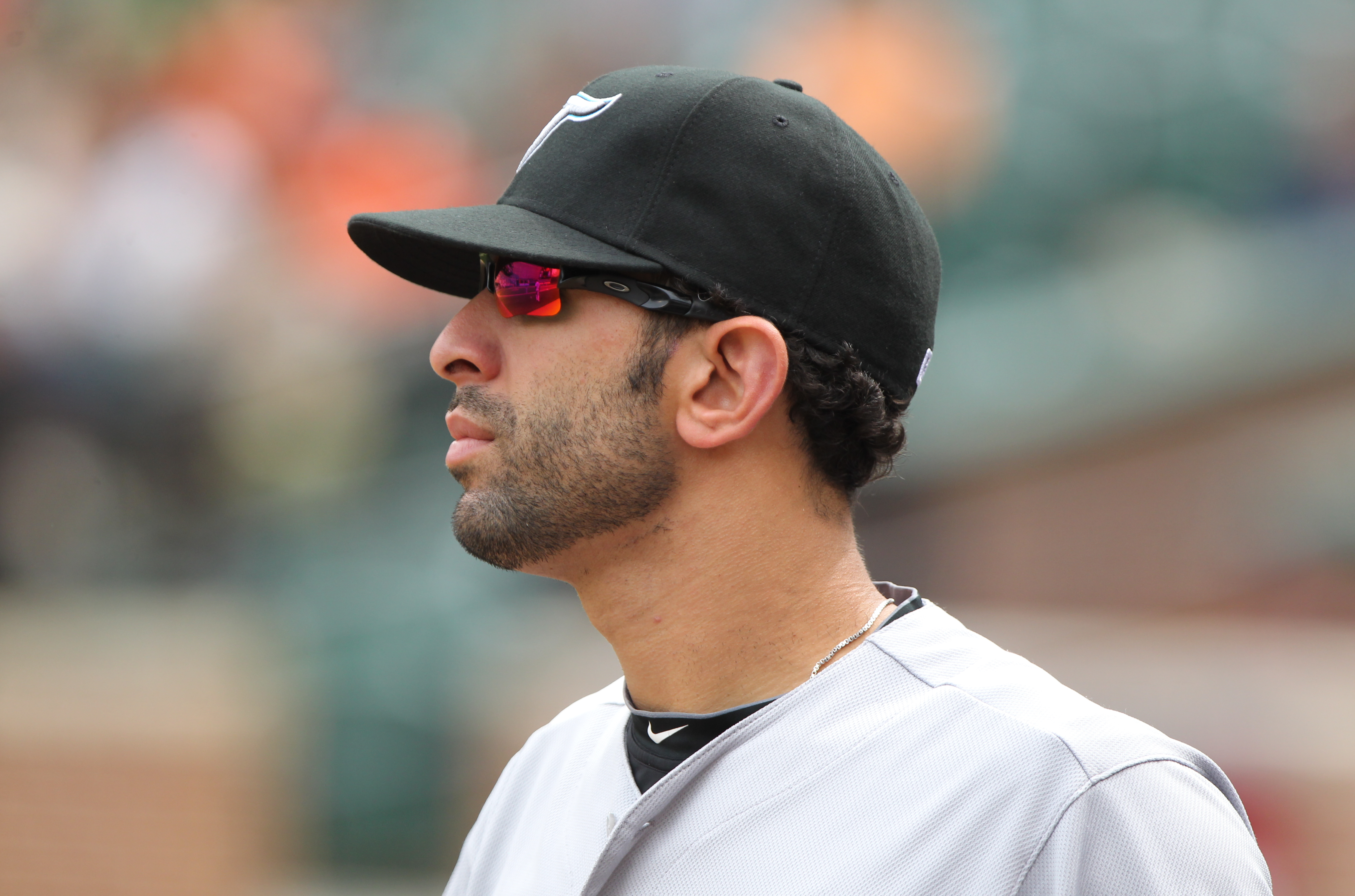
José Bautista.

Suivant la pratique établie de longue date, les joueurs des formations partantes des deux équipes d'étoiles sont, à l'exception des lanceurs partants, déterminés par un vote populaire tenu en première moitié de saison auprès des fans de baseball, qui sont appelés à voter dans les différents stades des Ligues majeures ainsi que par internet. Le vote prend fin le 3 juillet 2014. Le reste des effectifs et la totalité des lanceurs sont ensuite choisis par les gérants des deux clubs, aussi chargés de déterminer des remplaçants aux joueurs élus par le public si l'un d'entre eux ne pouvait participer au match.
Le voltigeur des Blue Jays de Toronto, José Bautista, est le joueur qui reçoit le plus de votes en 2014, soit 5 859 019 voix. Bautista avait également été le plus populaire au match des étoiles de 2011. Le second joueur qui reçoit le plus de votes en 2014 est le voltigeur Mike Trout, des Angels de Los Angeles, avec 5 559 705, tandis que Troy Tulowitzki, l'arrêt-court des Rockies du Colorado, reçoit le 3e plus haut total de votes (5 349 456 voix) et le plus élevé parmi les joueurs de la Ligue nationale.

### Vote final: deux joueurs supplémentaires
Le « vote final » (All-Star Game Final Vote), créé pour le match d'étoiles de 2002 et répété chaque année depuis, permet aux partisans d'élire deux réservistes supplémentaires, un pour chaque ligue, parmi une liste de finalistes annoncée par la MLB. Le vote se fait par internet, par message texte ou Twitter, dans la semaine précédant la tenue de la partie d'étoiles.
Les finalistes pour ces dernières places dans les effectifs de 2014 sont :
| - Ligue nationale : - Casey McGehee (troisième but, Marlins de Miami) - Justin Morneau (premier but, Rockies du Colorado) - Anthony Rendon (troisième but, Nationals de Washington) - Anthony Rizzo (premier but, Cubs de Chicago) - Justin Upton (champ extérieur, Braves d'Atlanta) |  | - Ligue américaine : - Dallas Keuchel (lanceur, Astros de Houston) - Corey Kluber (lanceur, Indians de Cleveland) - Rick Porcello (lanceur, Tigers de Détroit) - Garrett Richards (lanceur, Angels de Los Angeles) - Chris Sale (lanceur, White Sox de Chicago) |

Le vote se déroule du 6 au 10 juillet 2014. Le public choisit Anthony Rizzo et Chris Sale.

## Autres événements entourant le match des étoiles

### Match des étoiles du futur
Le match des étoiles du futur (All-Star Futures Game), un événement présenté depuis 1999 en marge de la partie d'étoiles, est joué le dimanche 13 juillet à Target Field. La rencontre oppose les meilleurs jeunes joueurs des ligues mineures de baseball partagés en deux équipes : celle des États-Unis et celle des joueurs originaires des autres pays. Le club formé de futures vedettes des États-Unis remporte le match par la marque de 3 à 2 et Joey Gallo, sous contrat avec les Rangers du Texas, est nommé joueur du match.

### Concours de coups de circuit
Le concours de coups de circuit (Home Run Derby) est présenté à Target Field le lundi 14 juillet 2014. Pour cette 29e édition de la compétition (l'une d'entre elles, en 1988, n'a pas été présentée en raison de la météo défavorable), un nouveau format de tournoi à élimination directe est à l'essai, et le nombre de retraits auxquels les joueurs ont droit est diminué de 10 à 7. Les deux ligues, Américaine et Nationale, sont représentées chacune par 5 participants. Huit joueurs, dont certains n'ont pas été invités à la partie d'étoiles du lendemain, sont choisis par les capitaines José Bautista (Ligue américaine) et Troy Tulowitzki (Ligue nationale). Au terme de la ronde initiale, 3 joueurs de chaque ligue accèdent à la ronde suivante et 2 sont éliminés. Ceux qui réussissent le plus de circuits dans chaque ligue obtiennent un bye pour la 2e ronde. Après la première ronde, les joueurs jouent l'un contre l'autre à la manière d'un tournoi à élimination directe, jusqu'à ce qu'un représentant de chaque ligue soient opposés en finale.
Yoenis Céspedes, des Athletics d'Oakland, triomphe sur Todd Frazier des Reds de Cincinnati en finale de la compétition. Déjà gagnant du concours de circuits de 2013, Céspedes est le 2e joueur à le remporter deux années consécutives après Ken Griffey en 1998 et 1999.
| Participant       | Équipe                 | Ligue | Ronde 1 | Ronde 2 | Demi-finale | Finale | Total |
| ----------------- | ---------------------- | ----- | ------- | ------- | ----------- | ------ | ----- |
| Yoenis Céspedes   | Athletics d'Oakland    | AL    | 3 (2-1) | 9       | 7           | 9      | 30    |
| Todd Frazier      | Reds de Cincinnati     | NL    | 2 (1-0) | 6       | 1           | 1      | 11    |
| José Bautista     | Blue Jays de Toronto   | AL    | 10      | bye     | 4           | –      | 14    |
| Adam Jones        | Orioles de Baltimore   | AL    | 4       | 3       | –           | –      | 7     |
| Giancarlo Stanton | Marlins de Miami       | NL    | 6       | bye     | 0           | –      | 6     |
| Troy Tulowitzki   | Rockies du Colorado    | NL    | 4       | 2       | –           | –      | 6     |
| Josh Donaldson    | Athletics d'Oakland    | AL    | 3 (1-2) | –       | –           | –      | 4     |
| Justin Morneau    | Rockies du Colorado    | NL    | 2 (0-1) | -       | –           | -      | 2     |
| Brian Dozier      | Twins du Minnesota     | AL    | 2       | –       | –           | –      | 2     |
| Yasiel Puig       | Dodgers de Los Angeles | NL    | 0       | –       | –           | –      | 0     |

Notes : Les nombres entre parenthèses indiquent le nombre de circuits frappés en bris d'égalité; les joueurs de chaque ligue ayant réussi le plus de circuits dans la première ronde reçoivent un bye pour la ronde suivante; les caractères gras indiquent pour chaque ronde les participants qualifiés pour la suivante.